# Caimancito
Caimancito es una ciudad y municipio del sudeste de la provincia argentina  de Jujuy, en el departamento Ledesma.

## Geografía
Esta ciudad se ubica a unos 145 km al noreste de la capital provincial, con la cual se comunica principalmente a través de la RN 34 y un pequeño acceso por la ruta provincial RP 1.
La región es un pedemonte de contacto entre las yungas y la llanura chaqueña, el clima es tropical con elevadas temperaturas diurnas casi todo el año (en verano, especialmente durante los meses de diciembre y enero, las temperaturas absolutas pueden alcanzar 46 º C, sin embargo esporádicamente, en las noches invernales –julio y junio– las temperaturas bajan de los 10 °C).

## Flora y fauna
La existencia de grandes masa vegetales, la topografía y la inaccesibilidad a muchos sectores, permiten el desarrollo de una nutrida y diversa fauna que está representada por grandes felinos como el yaguareté o tigre americano, puma, gato onza, a la par de numerosos reptiles como la boa de las vizcacheras, yacaré, víboras, lagartos e iguanas. Otros mamíferos son el oso hormiguero, oso mielero, corzuela, zorro, vizcacha, pecaríes, monos, carpinchos y tapires. La fauna avícola es muy nutrida e incluye tucanes, loros, pavas de monte y una abundante cantidad de pájaros de diferentes especies.
En las laderas orientales de las sierras subandinas crece la selva de las Yungas, con diversos tipos de árboles que son los mismos que crecen en salta. Se las llama selvas nubladas porque en verano las nubes quedan retenidas en los cerros y producen lluvias sobre las laderas.

## Historia
Prehispánicamente el territorio fue poblado por las etnias originarias de los ocloyas (una parcialidad de los omaguacas), así como churumatas, chanés y quechuas.
La presencia europea se inició con los realistas en el siglo XVI, aunque la consolidación de los europeos fue lenta, en gran medida por las dificultades climáticas y de accesibilidad.
Caimancito fue fundada oficialmente por las familias, Matas Mestre, Llanos y Gurrieri, habiendo sido estas familias las compradoras del territorio ocupado anteriormente por fincas pertenecientes a los Leach, hermanos ingleses que se regresaron a su tierra natal. La compra se realizó mediante un abogado, un tal míster Davidson.

## Origen del Nombre
El origen del Nombre de este pueblo es algo inconcluso, ya que hay varias historias que cuentan razones diferentes para llamarlo así, sin embargo, una de las teorías que tiene más sentido, es que el nombre se le dio por el mismo animal que habita la zona, por así decirlo "su animal autóctono" 

## Economía
Se basan aún en el sector primario; principalmente en la agricultura de tomates, maíz, chauchas, berenjenas, morrones, pepinos y zapallitos. También se cultivan, para la exportación diversas flores tropicales y a escala reducida paltas, bananas, cítricos, cacao,  caña de azúcar y  café.
En 1969 se descubrió petróleo y se explotó el yacimiento por un tiempo, hasta que quedó prácticamente agotado.
La principal fuente laboral y económica del pueblo de Caimancito depende de la actividad carpintero-maderera, siendo la actividad más importante debido al gran número de carpinterías y profesionales del sector, también a la cercana obtención de la materia prima necesaria, debido a estar en la yungas jujeñas, territorio de gran biodiversidad.

## Educación, sanidad, infraestructura

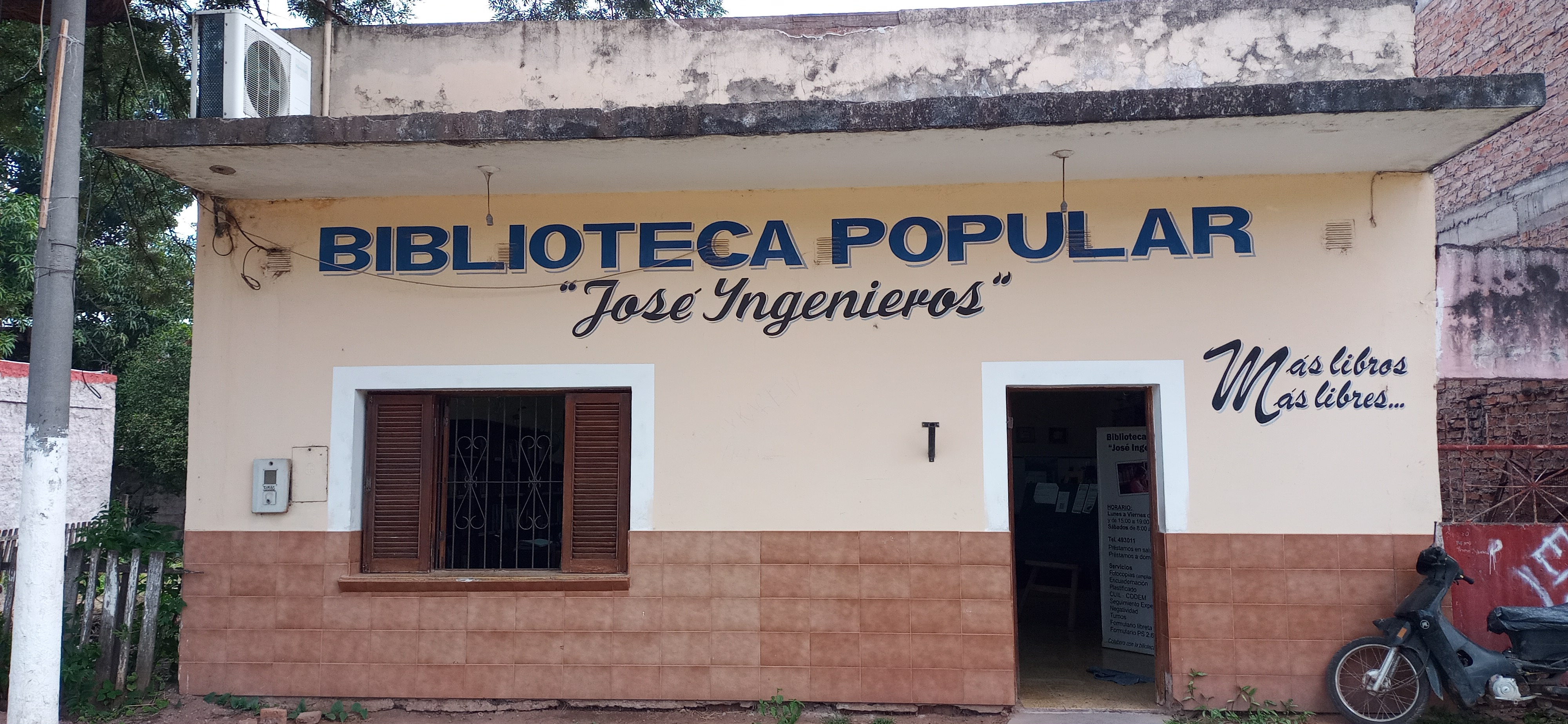
Fachada de la biblioteca popular "José Ingenieros" (2022)

Cuenta con dos escuelas primarias, un instituto de bachillerato, la biblioteca popular "José Ingenieros" y una salita pública. En el tejido urbano del municipio se encuentra la plaza "Domingo F. Sarmiento". La localidad de Caimancito cuenta con reconocidos artistas y personajes de la cultura a nivel provincial y nacional entre ellos: el Artesano Oscar Abel Agüero, el Folckorista conocido como el Charanguito Echeverría, la historiadora de la cultura oral Narda Morales, la artista plástica Gabriela Canteros. En cuanto a cultura popular es conocido por el su carnaval, y las numerosos grupos culturales que danzan durante el mes de enero en honor a la pachamama, entre ellos: los Caporales de San José, las Diablitas, los pimpines Ipochi Minta, los Mismos de Siempre, los Cumpas, las batucadas Ara Yevi entre otros.

## Población
Contaba con 5,403 habitantes (Indec, 2001), lo que representa un incremento del 19,06 % frente a los 4,538 habitantes (Indec, 1991) del censo anterior.

## Cultura religiosa
Caimancito es resguardado religiosamente por su Santo Patrono San Cayetano el cual se encuentra en la Capilla San Cayetano frente a la Plaza Central.
Cuenta mediante la donación de una familia con lo que se cree es una de las espinas de la Corona de Cristo.
Además existen dos Capillas secundarias, San José y San Roque.

## Turismo
Posee potencial para el turismo de aventura ya que se halla cerca del límite sudoriental de la gran reserva de biosfera de las Yungas integrante del sistema Mab, por otra parte unos 20 km al noroeste se encuentra el parque nacional Calilegua. Caimancito cuenta con un calendario festivo que es considerado de gran "interés", siendo sus principales festividades la peregrinación Anual a la Iglesia San Cayetano, que posee en su interior una espina de la corona de Cristo donada por una familia de reconocida alcurnia en la época colonial de la provincia.
Otro foco se realiza durante el Carnaval de las Yungas, que resulta ser de un gran atractivo para los visitantes por los coloridos y destacados vestuarios y danzas locales. Entre las principales de destaca el pimpim que es considerado la máxima expresión del folclore indígena guaraní y símbolo de resistencia de los pueblos aborígenes.

### Termas de Caimancito
En la Provincia de Jujuy a 140 km de San Salvador de Jujuy y a 195 km de Salta capital, a 520 m s. n. m., en la margen derecha del río San Francisco se encuentran las Termas de Caimancito rodeadas del exuberante marco de la selva tropical de las Yungas, brotan desde las entrañas de la Tierra a 60° de temperatura surgentes naturales, desde 1,5 km de profundidad, se recibe agua hipertermal (a 58 °C), bicarbonatada, clorosulfatada, alcalina. estas fuentes de aguas termales, mineromedicinales, de reconocida calidad para la salud.
Un pequeño arroyo atraviesa el predio, en cuyas márgenes brotan fuentes termales, donde los visitantes pueden utilizar los valiosos fangos termales en tratamientos naturales para la piel. En este arroyo, encontramos peces que constituyen una rareza ecológica y que están adaptados a las cualidades del agua termal.
De surgentes naturales, desde 1,5 km de profundidad, se recibe agua hipertermal (a 58 °C), bicarbonatada, clorosulfatada, alcalina.

### Carnaval de Caimancito
La localidad de Caimancito celebra su carnaval con un conjunto de representaciones artísticas de diferentes culturas, el pimpim de la cultura aba guaraní, la saya que marca la inexistencia de una frontera cultural con el hermano país de Bolivia, la batucada como una representación más cercana a las murgas del Río de la Plata, y las comparsas modernas que son el signo de lo nuevo representando la música de moda y la juventud atenta de expresarse a través la danza y la cultura.
El Carnaval de Caimancito se celebra oficialmente desde los años 80 conjuntamente con la Municipalidad de Caimancito , el mismo se constituyen desde la colaboración de los representantes de cada entidad cultural que presenta su grupo: comparsa, pim pim, murga, carnavalito, máscara suelta, batucada y otros. Los representantes acercan a la Municipalidad la reseña histórica de su grupo y de esta manera acompañan la agenda cultural prevista para cada año. Forman parte del programa: desfiles de comparsas, bailes populares, shows artísticos con artistas locales, regionales y alguna sorpresa final. Mientras los bailarines y bailarinas se ponen a punto para recibir al público; se ha previsto desarrollar un plan de seguridad vial y ciudadana, a fin de prevenir accidentes durante el transcurso de los eventos programados. También está previsto la colaboración de todo el personal municipal para la organización eficiente de este evento.
Participaran de este programa los siguientes grupos: Las Diablitas, Los Caporales de San José, Mary Salomé, Ilusión Caporal, La Pekis de la Cumbia, Sol Radiante, Atil Latino, Sangre Diabólica, Sociedad Boliviana, Ara Yevi, Las Pinchadas, Toma y Traiga, Los Makanitas, Ipochi Minta y Los Mismos de Siempre.
Los caimanciteños esperan con expectativa los 7 días de fiesta popular: bailando al ritmo de los sikus, el erquencho, el charango, los bombos, las cajas y pingullo. Todo en la Avenida Santa Fe de la localidad de Caimancito.
Al desfile de comparsas y pimpines se suma cada noche la participación de los grupos locales de música tropical y folclórica entre ellos: Charanguito, Cumbia 20, Sin Fronteras, Sin Fronteritas, Vaca Mala, El Fogón, Los Pibes de la Esquina.
Antes de la década del 80 las celebraciones carnavalescas estaban prohibidas realizarlas de forma pública, solo eran permitidas celebraciones privadas en casas de familia donde se conservaba la costumbre de realizar los rituales de desentierro y entierro del carnaval.
Reseña Histórica de los grupos culturales participantes
Reseña Histórica del Pin Pin “Ipochi Minta”.
Con flautas, cajas, el pinguillo y bombos; iniciamos un 23 de enero del año 1989 junto a mis primeros “Caciques”: Dionisio Galván, Luis Pinto, Sergio Luna, Armando Amaya, Roque, Pico Luna y Pecarí; llevando alegría, diversión y sobre todas las cosas amistad y unión entre todos nosotros, este es el perfecto motivo de tener el orgullo de estar juntos, a toda la gente demostrando mi alegría. Hoy podemos seguir disfrutando de “I Pochi Minta” (Malos Gatos) y desde primer año a 2.009 Cacique “Pluma Blanca” Pichoco Aníbal San Roque y Diego San Roque.
Reseña Histórica de “Ara –Yevi” (Tiempo de Diversión)
El 20 de enero del 2010, jóvenes entusiastas decidieron crear la Comparsa que hoy lleva el nombre de ARA-YEVI que en guaraní significa “Tiempo de Diversión”, la decisión del nombre fue lo más importante cada uno se sintió identificado y hora orgullosos llevan la responsabilidad del significado de este lema, compartir con cada uno de ustedes el sonido de sus instrumentos que al compás de ilimitados movimientos y simpatía de sus bailarinas se presentan para invitarlos a compartir la sensación que producen y representan en otras localidades a Caimancito.
Reseña Histórica del Pin Pin “Toma y Traiga”
El Pin Pin “Toma y Traiga” se inició en el año 2005 por un grupo de muchachos del Bº San Cayetano y en la actualidad siguen al frente del mismo, llevándole alegría al pueblo en general.
Participando en los corsos recién en el 2006, mágicamente la naturaleza y la madre tierra, nos convoca a conmemorar y compartir esto. ¡Que no debemos perder!
Conservando el respecto a nuestro origen elevamos nuestros corazones pidiendo la bendición de Dios para este festejo, todos los que formamos este grupo, el Pin Pin “Toma y Traiga” queremos que la comunidad y todo Caimancito se una a nuestra alegría.
Reseña Histórica del Pin Pin “Los Makanitas”
Todo comenzó como un juego de chicos, hace seis años un grupo de siete niños con tarros, una flauta tocaban el pin pin en su barrio San Roque.
Un día me dijeron Lidia nosotros queremos participar en los corsos del pueblo desde ahí nacieron los “Makanitas”, que ellos mismo eligieron el nombre.
Reseña Histórica “Estilo Turro”
Este pequeño grupo de niños y niñas se formó a días de terminar el mes de enero del 2012, por iniciativa de la Sra. Silvia Erasmo y con ánimos de participar en el corso de ese año. Es que llegan a formar este grupo con un estilo muy particular y con ritmo de la actualidad que está de moda.
La mayoría son del barrio Plan Fil, pero también lo integran chicos del barrio Evita y Alborada. Este grupo de baile se arma para divertirnos junto a la familia de Caimancito. En cuanto el nombre del grupo, que costo elegirlo pero con las chicas más grande se decidió el “Estilo Turro” haciendo referencia al tipo de música más escuchada y bailada en estos años con sonido de cumbia actuales. Pero sin prejuicio del significado de esta palabra decidimos agregar este término por los grupos musicales que difunden esta música.
La vestimenta es conseguida por el esfuerzo de los mismos padres, decidimos que las nenas utilicen un vestuario similar a la de las culi sueltas y los varones con el estilo de los mini –turros el antifaz es sinónimo de carnaval.
Reseña Histórica de la “Fraternidad Caporales de San José”
Los caporales de San José nacieron en el año 2008 con 40 integrantes, por iniciativa de un grupo de jóvenes y niños. Los encargados son don José Funes y Teresa Armella, apadrinan en un primer momento doña Juanita Pérez, se hizo cargo de la bandera de Sra. Silvia Cano, sumándose luego el señor Daniel Mazza. Y porque Por nuestras venas corre sangre caporales esta comparsa decide llamarse “Fraternidad Caporales San José” por estar hermanados y unidos en un mismo sentir que año a año crece.
Los mismos integrantes trabajan incansablemente en la confección de sus trajes y también diseñan sus apliques hombro a hombro cosen, tejen, bordan para hacer sonar cada pisada la alegría caporal. Y porque por nuestra venas corre Sangre Caporal hijos, padres, nietos, abuelos, familias completas demuestran con sus bailes la fortaleza y destreza que poseen.
Los Caporales de San José agradecen a farmacia “San Expedito” y a todas las personas que de una u otra manera colaboran, a las costureras que trabajan día y noche para poder terminar los trajes que lucen noche a noche nuestros bailarines.
Reseña Histórica del PIN PIN “Los Herederos”
Esta comparsa fue creada en 1999, por uno de los exintegrantes de los Indios del Bosque Don Nicolás Quipildor y su esposa Justa. Desde ahí se hace llamar “Los Herederos “porque son los hijos, nietos y bisnietos que deciden seguir demostrando diferentes clases de bailes culturales.
En este año 2013 a pedido de los vecinos representando a la comunidad guaraní YAKEA YANDERAY KUERE.
Se presentan en los corsos, con el tradicional baile del PIN PIN, Homenajeando a nuestro pin pineros que ya no están, pero siempre los recordamos en cada baile.

## Defensa Civil

### Sismicidad
La sismicidad del área de Jujuy es frecuente y de intensidad baja, y un silencio sísmico de terremotos medios a graves cada 40 años.
- Sismo de 1863: aunque dicha actividad geológica catastrófica, ocurre desde épocas prehistóricas, el terremoto del 4 de enero de 1863 (162 años),[4] señaló un hito importante dentro de la historia de eventos sísmicos jujeños, con 6,4 Richter. Pero nada cambió extremando cuidados y/o restringiendo códigos de construcción.[3]
- Sismo de 1948: el 25 de agosto de 1848 (176 años) con 7,0 Richter, el cual destruyó edificaciones y abrió numerosas grietas en inmensas zonas[4][3]
- Sismo de 2009: el 6 de noviembre de 2009 (15 años) con 5,6 Richter